# Максим Воробјов
Максим Никифорович Воробјов (рус. Максим Никифорович Воробьёв; 17. август 1787— 11. септембар 1855) био је руски сликар.

## Биографија
Био је син пензионисаног војника који је касније служио као кустос на Царској академији уметности. Са десет година уписан је у основну школу и наставио да студира пејзажно сликарство код Фјодора Алексејева и архитектуру код Жан-Франсоа Томаса де Томона. Године 1809. Алексејев се придружио експедицији да истражи историјске области централне Русије и Воробјов је отишао са њим као помоћник.
У периоду 1813-1814 пратио је руску војску у њеним походима на Немачку и Француску. Године 1815. постао је наставник на Академији, на тој функцији до своје смрти. Касније, 1820. године, отпутовао је у Палестину као део дипломатске мисије, у име тадашњег великог кнеза Николаја Павловича, да би нацртао и направио архитектонске планове главних хришћанских места, за евентуалну употребу на пројектима у околини Москве. Већи део овог посла је морао да се обави у тајности како би се избегло мешање локалних османских власти. Поред античких рушевина, цртао је и скице савременог Јерусалима и Мртвог мора, као и сцене из Истанбула, Смирне, Јафе и других места кроз која је пролазио. Коначни резултат била је колекција од преко 90 акварела који ће послужити као основа за многе слике. За свој рад је примао доживотну пензију.
Током руско-турског рата био је везан за пратњу Николаја I (сада цара) да скицира и прави слике по његовом режији, које су укључивале неколико сцена из опсаде Варне. Након изненадне смрти његове вољене супруге Клео 1840. године, запао је у период хроничне депресије и алкохолизма што је довело до болести која му је на крају одузела живот. Овим његовог рад се смањио и углавном се састојао од скица направљених од 1844. до 1846. док је путовао кроз Италију у покушају да ублажи своју тугу. Када је умро, већина његових слика је још увек била у његовом поседу или су их преносили пријатељи и сарадници. Већина се сада налази у палатама или приватним колекцијама. Био је и талентован виолиниста. Неки од његових најпознатијих ученика били су Лев Лагорио, Михаил Клод, Алексеј Богољубов и Иван Шишкин. Његов усвојени син, Сократ, такође је постао пејзажиста и учитељ уметности.

## Галерија
- Поглед на цркву Христовог рођења
- Сфинге на кеју у близини Царске академије
- Посета са два арапска шеика
- Пејзаж из Италије
- Излазак сунца над Невом
- Храст сломљен муњом (алегорија о смрти његове супруге)